# ギニョール

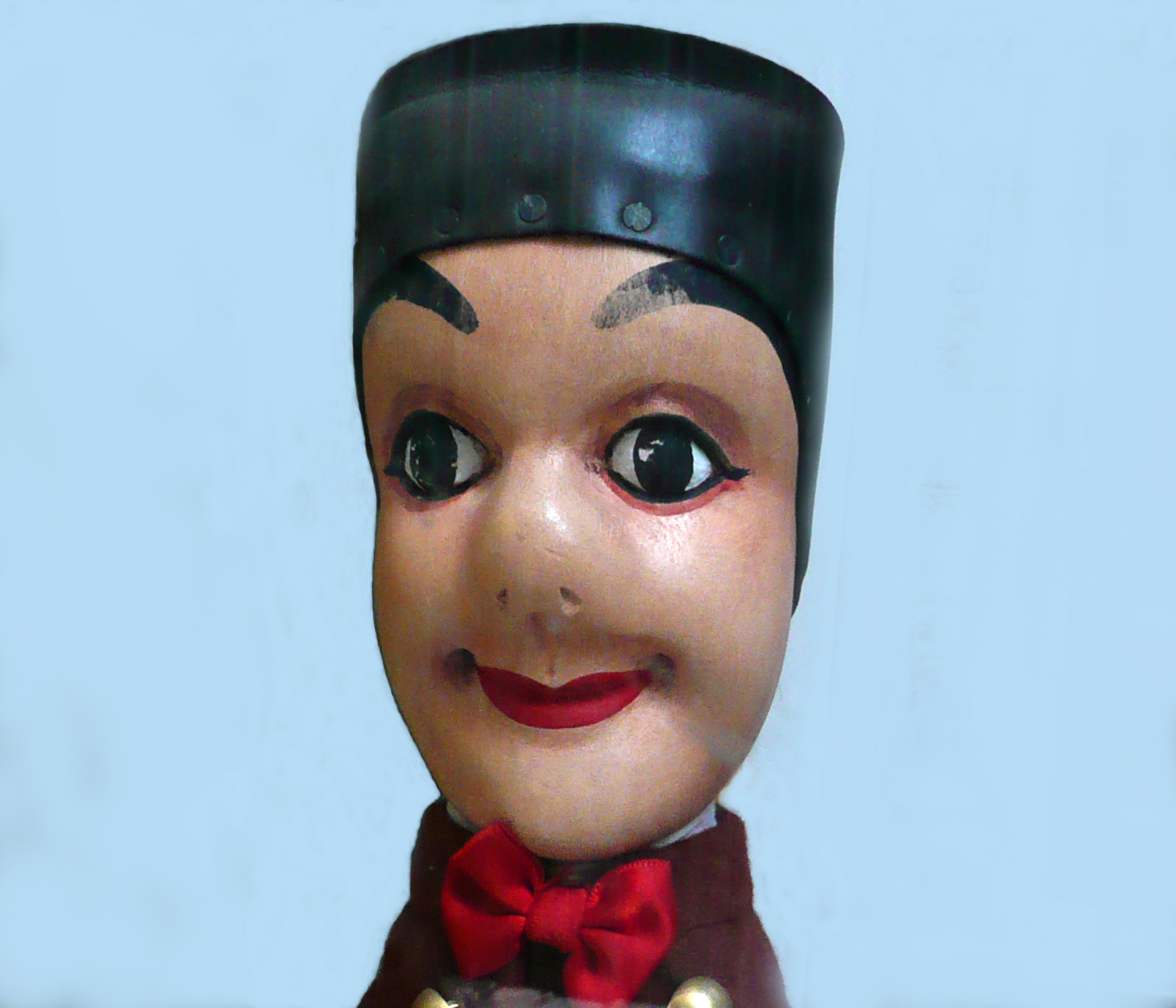
ギニョール

ギニョール（Guignol）とは、1808年にフランスのローラン・ムルゲによって作られた指人形芝居の主人公の名であり、現在はそれを主人公とした人形劇全体を指す総称としても使われている。

## 概要
もともとは労働者の娯楽として大人向けの滑稽な人形劇として始まり、風刺のきいたドタバタ喜劇で人気を得たが、現在は子供向けの娯楽として、ギニョールが面白おかしく悪者を退治する勧善懲悪の話やピノッキオなどのおとぎ話が主な出し物になっている。劇団が学校などに巡回するほか、公園など、野外に小さな箱型の舞台とベンチが設置されて演じられることが多い。

## 歴史
原型となる人形劇は、絹織物貿易を通じてイタリアからフランスに伝わった。1610年にイタリアのジョヴァンニ・ブリオッチ（Giovanni Briocci）が、絹の集散地として賑わっていたリヨンにイタリアの指人形劇ブラッティーニ（burattini）を持ち込んだ。ブリオッチは歯抜き師（歯を抜いて、その治療薬を売る行商人）で、その客集めに人形劇を見せたところ、大人気となり、歯抜き師を辞めて人形劇の興行を専業とした。出し物はイタリアの道化師プルチネッラの笑劇が中心だったが、人気とともに主人公の名をフランス語読みのポリシネルに変え、ブリオッチ自身もフランス名に改名した。
ギニョールの生みの親、ムルゲは1769年にリヨンで生まれた。絹織物の職工から行商人になり、ブリオッチに倣って、1798年に客寄せのために人形芝居を始めた。1804年には人形芝居を専業とし、リヨンの織物業の職工相手に日々の出来事を面白おかしく伝える芝居で人気を集めた。主役は観客と同じカニュ(canut)と呼ばれる織物職工のギニョールと酔っぱらいのニャフロンで、雇い主や体制を皮肉った寸劇を上演した。当時、絹の職工たちは低賃金で過酷な労働を強いられていたため、支配層をたたく辛辣で痛快なギニョールの芝居は貧しい労働者たちを大いに喜ばせた。主人公ギニョールの職業は出し物によって大工や靴の修理人などさまざまに変わったが、貧しくともユーモアを忘れず、常に庶民の味方というキャラクターは一貫していた。昼間は子供向けの人形劇も上演した。
1820年にムルゲの子供たちも興行を手伝い始め、一座として近隣を巡業するようになり、1838年にはリヨンに常設の劇場が作られた。20世紀に入ると大人向けの出し物はほとんど消え、子供向けのものが全国で演じられるようになった。リヨンではムルゲの子孫によっていくつかのカフェ・シアターで上演が続けられたが、2005年に最後の子孫と言われたジャン・ギー・ムルゲが引退し、2008年に、ムルゲ家の人形コレクションをもとにした美術館がリヨン郊外のブランダ村にオーブンした。

## 画像

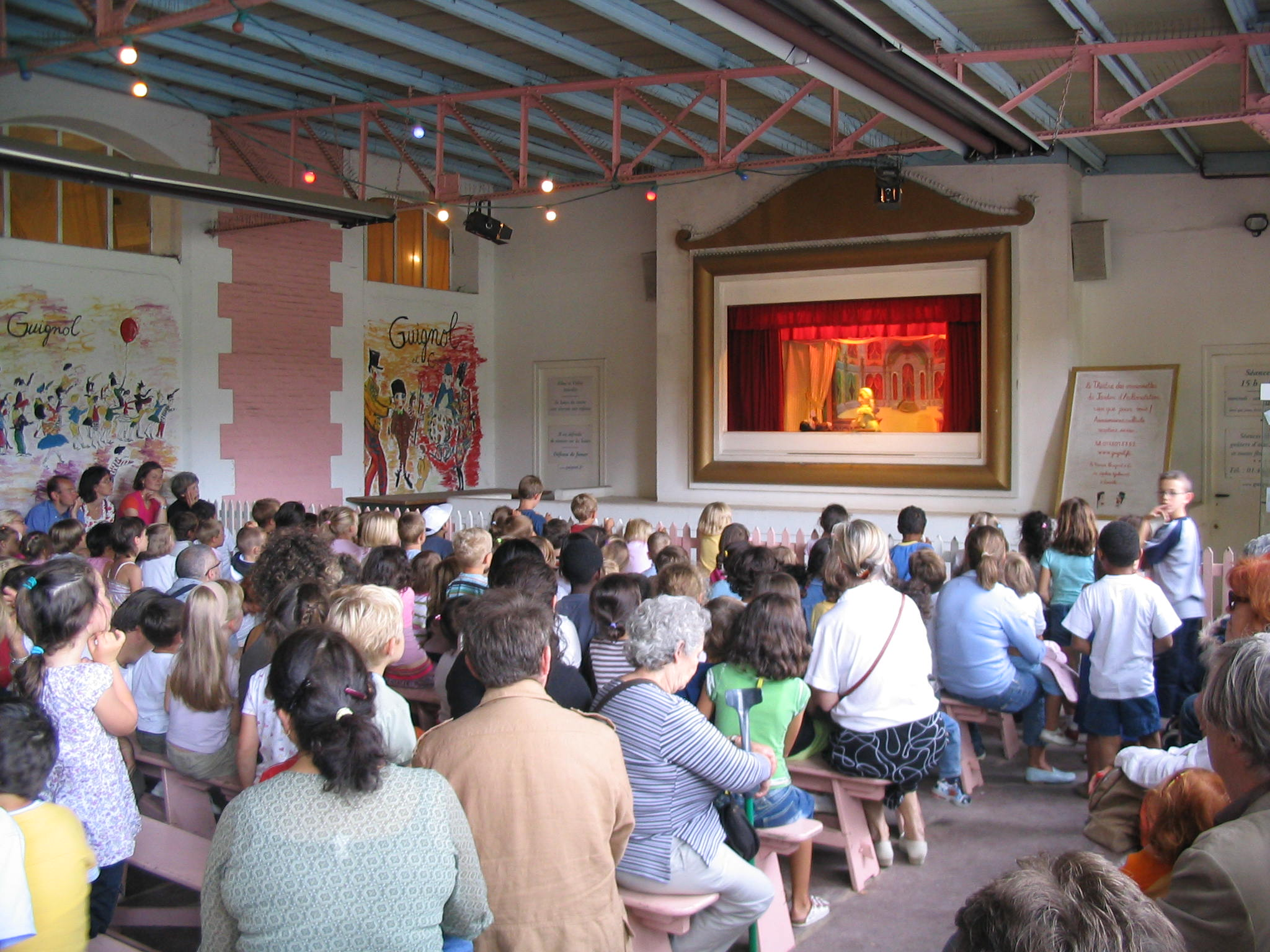
ギニョール上演の様子
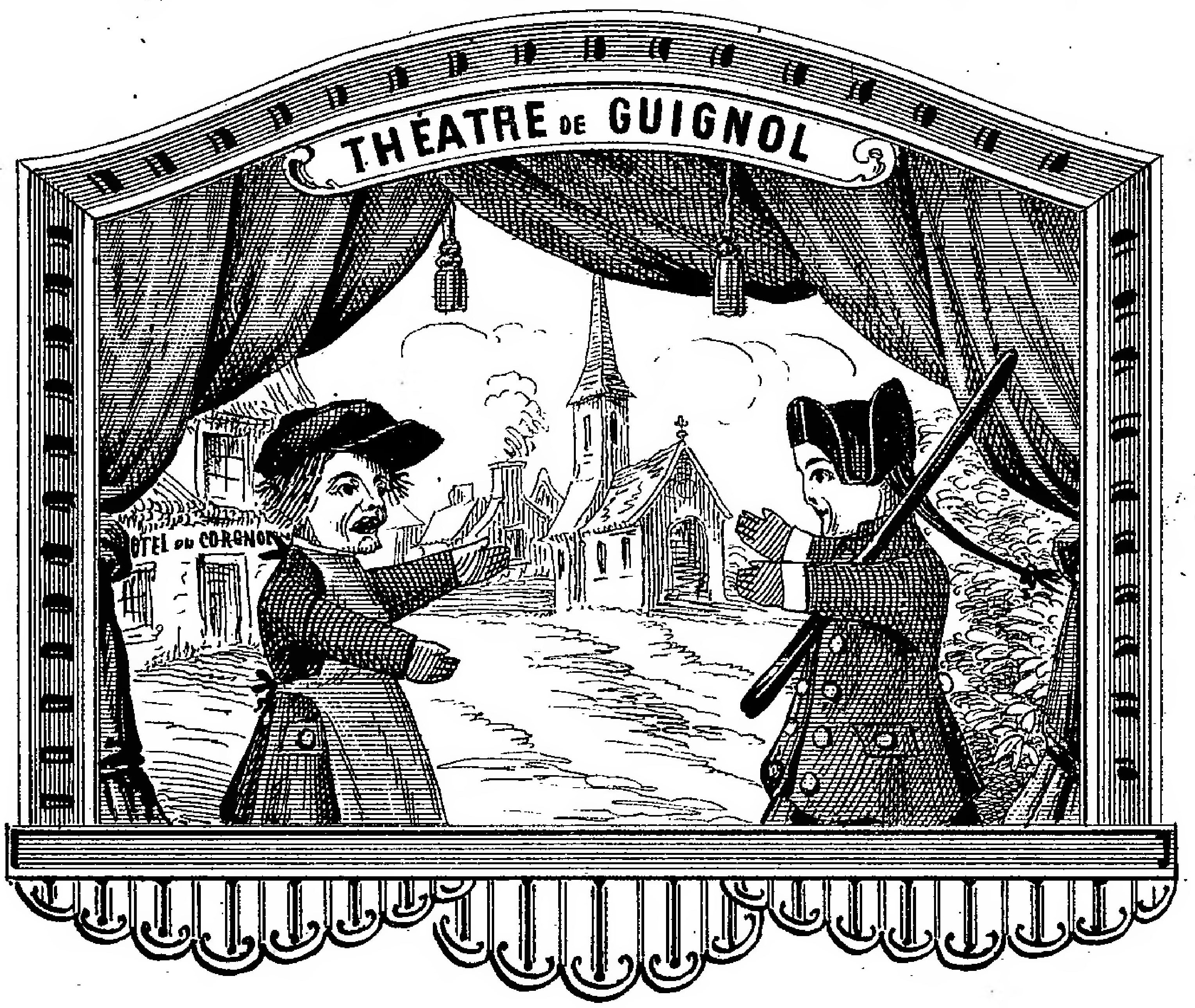
1876年上演の様子
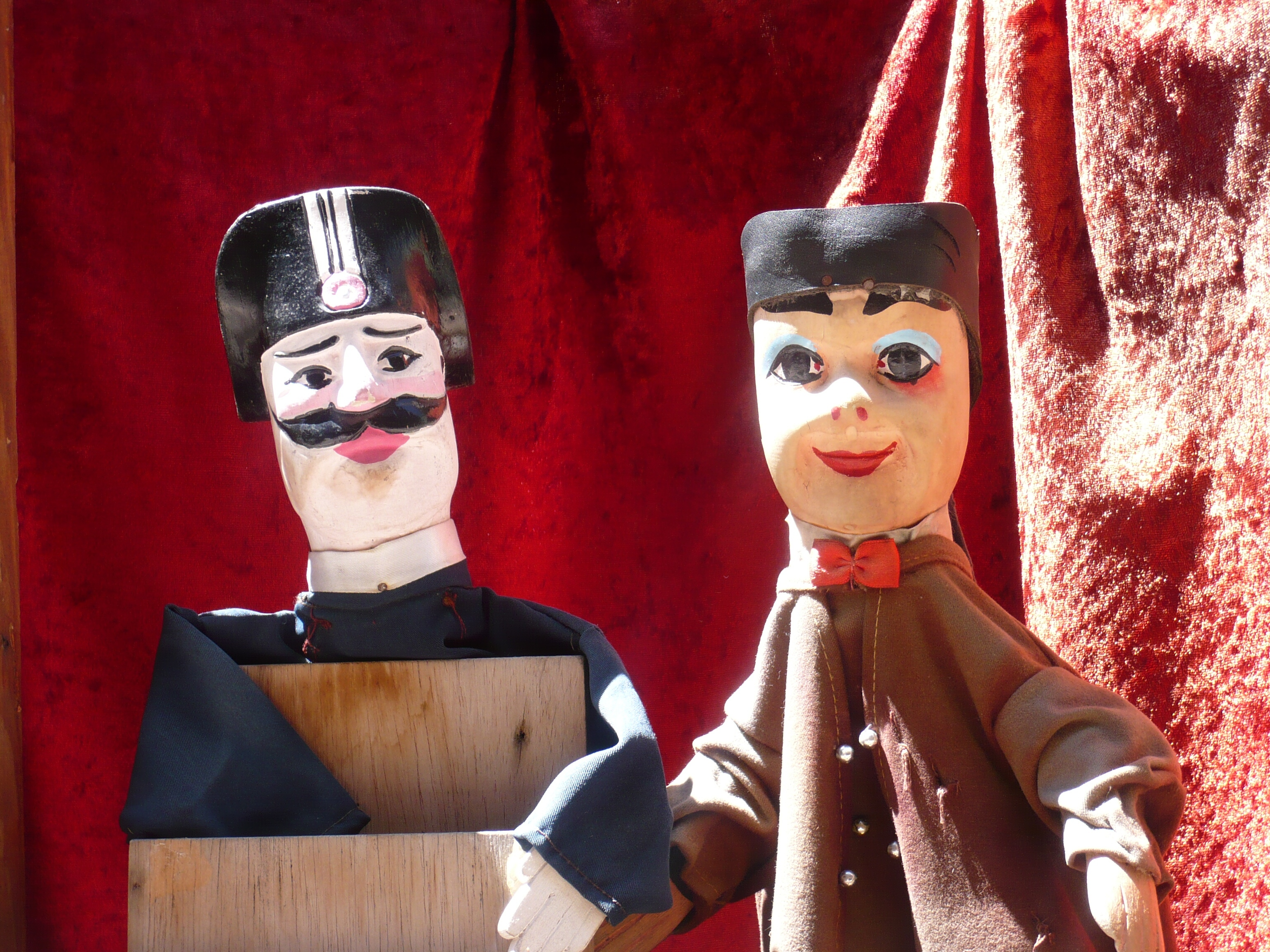
リヨンのギニョール